# Ричардсон-Уолш, Хелен
Хелен Ричардсон-Уолш (англ. Helen Richardson-Walsh, родилась 23 сентября 1981 года в Хитчине, графство Хартфордшир) — британская хоккеистка на траве, полузащитница клуба «Рединг». В составе сборной Великобритании — чемпион летних Олимпийских игр 2016 года и бронзовый призёр летних Олимпийских игр 2012 года. На международных турнирах представляет Англию, в её составе — чемпионка Европы 2015 года.

## Спортивная карьера
Известна по выступлениям в чемпионате Англии за клубы «Вест Бриджфорд» и «Лестер», а также за голландский «Хертогенбос». В составе сборной Англии с 1999 года — семикратная призёрка чемпионатов Европы, в 2015 году выиграла титул; также является бронзовым призёром чемпионата мира 2010 года и трёхкратным призёром Игр Содружества. В составе сборной Великобритании — бронзовый призёр Олимпийских игр 2012 года и чемпионка Олимпийских игр 2016 года. Штатный исполнитель пенальти.

## Личная жизнь
Состоит в браке со своей коллегой по сборной Кейт Ричардсон-Уолш. Хелен Ричардсон и Кейт Уолш после вступления в брак объединили свои фамилии.